# میخ‌پنجه جالوت
میخ‌پنجه جالوت (نام علمی: Centropus goliath) نام یک گونه از سرده میخ‌پنجه است.